# Carl Giskra
Carl Giskra (magyarosan Giskra Károly) (Mährisch-Trübau, 1820. január 29. –  Baden bei Wien, 1879. június 1.) osztrák szabadelvű politikus, belügyminiszter a „polgárminisztérium” elnevezésű kormányban.

## Életpályája
Jogot végzett, és 1846-ban az államtudományok tanára lett Bécsben. 1848-tól tagja volt a frankfurti parlamentnek. Ezután Oroszországban járt, ahonnan 1850-ben tért vissza Ausztriába. 1860-ban Brünnben ügyvédkedett, ugyanebben az évben a város polgármestere lett. Ebben az állásában az 1866. évi porosz–osztrák háború alatt nagy szerepet játszott, és az udvar részéről diplomáciai küldetésben is tevékenykedett a porosz főhadiszálláson.
1867-ben a képviselőház elnöke lett, miután szabadelvű és ragyogó szónoklataival már régebben (1861 óta) az első sorba küzdötte fel magát. 1867. december 30-tól 1870 március 20-ig Karl von Auersperg, Eduard Taaffe és Hasner miniszterelnöksége alatt Ausztria belügyminisztere volt. Miután a választási reform elhalasztása miatt tárcájáról lemondott, a Hohenwart-minisztérium elleni küzdelemben a szabadelvű párt fővezetője, és amellett az első osztrák takarékpénztár Erste Österreichische Spar-Casse) főprokurátora is volt.
Tagja volt több részvénytársaságnak, ami nagyon sokat ártott politikai presztízsének. Későbbi szereplésével ismét előtérbe jutott, és 1877–1878-ban, úgyszólván utolsó leheletéig harcolt id. Andrássy Gyula gróf közös külügyminiszter keleti politikája és Bosznia okkupációja ellen.